# Список зампредов ВК НПКСК

## 8 созыв (1993-1998)
Е Сюаньпин, У Сюэцянь, Ян Жудай, Ван Чжаого, Нгапо Нгаванг Джигме

## 9 созыв (1998-2003)[1]
Е Сюаньпин, Ян Жудай, Ван Чжаого, Нгапо Нгаванг Джигме (тибетец), Ба Цзинь, Цянь Вэйчан, Жэнь Цзяньсинь, Сун Цзянь, Ли Гуйсянь, Чэнь Цзюньшэн, Чжан Сыцин, Цянь Чжэнъин (женщина), Дин Гуансюнь, Сунь Фулин , Хо Индун, Ма Ваньци, Чжу Гуанъя , Вань Гоцюань, Ху Цили, Чэнь Цзиньхуа, Цой Нан Ци (кореец), Мао Чжиюн, Бай Личэнь (хуэец), Цзин Шупин, Ло Хаоцай, Чжан Кэхой, Чжоу Тенун, Вэньюань. (Чжао Пучу скончался 21 мая 2000 года в Пекине, Ань Цзыцзе скончался 3 июня 2000 года в Сянгане, Лу Цзяси скончался 4 июня 2001 года в Фучжоу.) Ответственный секретарь: Чжэн Ваньтун.

## 10 созыв (2003-2008)[2]
Ван Чжунъюй, Ляо Хой, Лю Яньдун (женщина), Нгапо Нгаванг Джигме (тибетец), Ба Цзинь, Пагпалха Гэлэкнамгял (тибетец), Ли Гуйсянь, Чжан Сыцин, Дин Гуансюнь, Генри Хо (Хо Индун), Ма ваньци, Бай Личэнь (хуэец), Ло Хаоцай, Чжан Кэхой, Чжоу Тенун, Хао Цзяньсю (женщина), Чэнь Куйюань, Абдулат Абдурашит (уйгур), Сюй куанди, Ли Чжаочжо (чжуанец), Хуан Мэнфу, Ван Сюань, Чжан Хуайси, Ли Мэн, Тунг Чи Хва (Дун Цзяньхуа, доизбран 2005), Чжан Мэйин (женщина), Чжан Жунмин (женщина). Секретарь: Чжэн Ваньтун.

## 11 созыв (2008-2013)[3]
25 заместителей председателя избраны 13 марта 2008 года 1-й сессии ВК НПКСК 11-го созыва: Ван Ган, Ляо Хуэй, Ду Цинлинь, Нгапо Нгаванг Джигме, Пагпалха Гэлэг Намгял, Ма Ваньци, Бай Личэнь, Чэнь Куйюань, Аблайди Абдурасити, Ли Чжаочжо, Хуан Мэнфу, Дун Цзяньхуа, Чжан Мэйин, Чжан Жунмин, Цянь Юньлу, Сунь Цзячжэн, Ли Цзиньхуа, Чжэн Ваньтун, Дэн Пуфан, Ван Ган, Линь Вэньи, Ли Вувэй, Ло Фухэ, Чэнь Цзунсин, Ван Чжичжэнь. Ответственный секретарь: Цянь Юньлу.

## 12 созыв (с марта 2013 года)[4]
23 заместителя председателя избраны на 1-й сессии ВК НПКСК 12-го созыва 11 марта 2013 года: Ду Цинлинь, Лин Цзихуа, Хань Цидэ, Пагпалха Гэлэг-намгял, Дун Цзяньхуа, Вань Ган, Линь Вэньи, Ло Фухэ, Хэ Хоухуа, Чжан Цинли, Ли Хайфэн, Су Жун, Чэнь Юань, Лу Чжаньгун, Чжоу Сяочуань, Ван Цзяжуй, Ван Чжэнвэй, Ма Бяо, Ци Сючунь, Чэнь Сяогуан, Ма Пэйхуа, Лю Сяофэн и Ван Циньминь. Ответственный секретарь: Чжан Цинли.